# Barthold Detharding
Barthold Detharding (* 7. Februar 1535 in Herford; † 1577 in Rostock) war ein deutscher lutherischer Theologe und Pastor.

## Leben
Barthold Detharding war ein Sohn des Herforder Pastors Jodocus Detharding und er wurde zum Stammvater der Gelehrtenfamilie Detharding in Mecklenburg und Pommern. Er studierte ab dem Wintersemester 1557 Theologie an der Universität Rostock. Ab 1560 war er Zweiter Prediger an der Marienkirche Rostock. 1561 wurde er an der Rostocker Universität zum Bakkalaureus der Theologie promoviert. Ab 1564 bekleidete er auch das Amt des Predigers am Kloster Zum Heiligen Kreuz in Rostock.
Barthold Detharding war verheiratet mit Anna Gerdes, Tochter des Marquard Gerdes und Schwester des gleichnamigen Rostocker Ratsherren. Er war der Vater des Mediziners Michael Detharding (1565–1625).